# Zasięg całkowity
Zasięg całkowity - jest to procent grupy celowej, który w czasie trwania kampanii reklamowej zetknął się z komunikatem reklamowym przynajmniej jednokrotnie. Zasięg całkowity kampanii reklamowej zwany jest też zasięgiem "1+". Jest to jedna z najważniejszych miar statystycznych kampanii reklamowej. Z uwagi na różne metodologie badań konsumpcji mediów w polskich badaniach marketingowych podawane są zasięgi całkowite kampanii reklamowych osobno dla każdego medium (TV, prasy, radia, itd.).